# Kreis Lodi
Der Kreis Lodi (italienisch circondario di Lodi) war ein Kreis in der italienischen Provinz Mailand. Er wurde 1859 gegründet und 1926 aufgelöst.

## Gemeinden (1863)
- mandamento I di Borghetto Lodigiano
  - Borghetto Lodigiano; Cà dei Bolli; Cavanago d’Adda; Caviaga; Cepeda; Grazzanello; Mairago; Motta Vigana; Ossago; San Colombano al Lambro; San Martino in Strada; Sesto Pergola; Soltarico
- mandamento II di Casalpusterlengo
  - Bertonico; Brembio; Cà dei Mazzi; Camairago; Cantonale; Casalpusterlengo; Castiglione d’Adda; Livraga; Melegnanello; Orio Litta; Ospedaletto Lodigiano; Pizzolano; Robecco Lodigiano; Secugnago; Terranuova dei Passerini; Turano; Vittadone; Zorlesco
- mandamento III di Codogno
  - Codogno; Corte Sant’Andrea; Fombio; Gattera Maiocca; Guardamiglio; Mezzana Casati; Mirabello San Bernardino; Regina Fittarezza; San Fiorano; San Rocco al Porto; Santo Stefano del Corno; Senna Lodigiana; Somaglia; Trivulza
- mandamento IV di Lodi (città)
  - Lodi
- mandamento V di Lodi (campagna)
  - Abbadia del Cerredo; Boffalora d’Adda; Bottedo; Cà de’ Zecchi; Campolungo; Casaletto Lodigiano; Chiosi di Porta d’Adda; Chiosi di Porta Cremonese; Chiosi di Porta Regale; Cornegliano Laudense; Corte Palasio; Crespiatica; Gugnano; Lodi Vecchio; Pezzolo di Codazzi; Pezzolo di Tavazzano Mignone; Salerano sul Lambro; Santa Maria in Prato; San Zenone al Lambro; Tormo; Vigadore; Villa Rossa
- mandamento VI di Maleo
  - Caselle Landi; Castelnuovo Bocca d’Adda; Cavacurta; Corno Giovane; Corno Vecchio; Lardera; Maccastorna; Maleo; Meletto; Mezzano Passone
- mandamento VII di Paullo
  - Arcagna; Casalmaiocco; Casolate; Cassino d’Alberi; Cervignano; Comazzo; Dresano; Galgagnano; Isola Balba; Marzano; Mignette; Modignano; Montanaso; Mulazzano; Paullo; Quartiano; Sordio; Tavazzano; Tribiano; Villa Pompeiana; Zelo Buon Persico
- mandamento VIII di Sant’Angelo
  - Bargano; Cà dell’Acqua; Caselle Lurani; Castiraga da Reggio; Cazzimano; Graffignana; Guazzina; Marudo; Massalengo; Mongiardino Sillaro; Orgnaga; Sant’Angelo; Trivulzina; Valera Fratta; Vidardo; Villanuova